# Маттафия Хасмоней
Маттафи́я (Матфе́й; др.-евр. מתתיהו‬ [mat.tiθˈjaː.huː]) — священник из рода Хасмонеев, инициатор и первый вождь начавшегося в 167 г. до н. э. восстания, вызванного гонениями правителя эллинистической Сирии Антиоха IV Эпифана.

## Происхождение и семья
Маттафия происходил из иерусалимского священнического рода Иегоиарива и жил в Модиине (или Модиим). У него было пять сыновей:
- Иоханан, по прозвищу Каддеш[англ.].
- Симон-Матхес, или Тази.
- Иуда-Маккаби.
- Элеазар-Аваран.
- Ионатан-Апфус[1].

## Восстание
В 1-й книге Маккавеев и у Иосифа Флавия содержится — с незначительными расхождениями — одна и та же версия событий. В Модиин прибыли сирийские чиновники во главе которых был некий Апеллес. Чиновники обратились к Маттафии, пользовавшемуся среди односельчан большим авторитетом, с приглашением, чтобы он подал пример всем присутствующим и принёс жертву на алтарь языческого божества. Но Маттафия ответил:

Все народы, обитающие империю царя, могут повиноваться ему и оставить веру своих отцов из желания исполнить его приказания. Но я, мои сыновья и мои братья, мы останемся верными Союзу наших предков. Сохрани нас Бог, чтобы мы оставили закон и обеты. Мы не будем повиноваться приказаниям царя и мы не уклонимся от нашей веры ни вправо, ни влево.
— 1Макк. 2:19—22
Тем не менее, некоторые из собравшихся евреев, казалось, уже готовы были перейти на сторону сирийцев. И когда один из них хотел всё-таки совершить языческое жертвоприношение, Маттафия убил отступника, вызвавшегося выполнить приказ, равно как и сирийского чиновника. A затем обратился к жителям Модиина со словами: «Пусть придут все, кто любят справедливость и право и последуют за мной». Вместе с пятью сыновьями и группой единомышленников Маттитьяху бежал в Иудейскую пустыню. Этим было положено начало партизанской войне «за право и справедливость».
Было необходимо собрать воедино всех недовольных. Маттафия убеждал хасидеев перейти к активной борьбе, призывая их бороться против сирийцев. После того, как группа повстанцев (около тысячи человек) была уничтожена, не оказав сопротивления врагу из-за запрета нарушить святость субботы, Маттитьяху разрешил защищаться с оружием в руках также и в субботу, ибо, «если мы не будем бороться против язычников, чтобы защищать нашу жизнь и наши законы, они скоро нас уничтожат» (1Макк. 2:40). Эти слова возымели влияние на хасидеев. Таким образом Маттафия возглавил небольшую армию, крепкую своей верой во всемогущего Бога Израиля и своей любовью к родине — Земле Израиля. Воодушевление этой маленькой группы воспламенило всех недовольных сирийским владычеством. Образовалась армия, которая делала набеги на обитаемые местности, уничтожала языческие алтари, подвергала обрезанию ещё не обрезанных маленьких детей, убивала вероотступников и изменников и защищала верующих от нападений язычников.
Маттафия возглавлял восстание всего год, но за это время он приобрёл такой авторитет, что мог перед смертью назначить преемников для руководства дальнейшей борьбой; он назначил своего сына Симона (Шим‘она) Хасмонея советником, а своего третьего сына Иуду (Иехуду) Маккавея военачальником. Младший сын Маттафии, Ионатан Хасмоней, стал первосвященником в Иерусалимском храме, а потомки Симона — царями новой династии Хасмонеев.
Маттафия Хасмоней умер приблизительно в 166—165 г. до н. э.